# Robert Charles Vaughan
Pour les articles homonymes, voir Vaughan.
Robert Charles Vaughan, surnommé Bob Vaughan, né en 1945, est un mathématicien britannique spécialiste de théorie analytique des nombres.

## Biographie
De 1963 à 1969, Vaughan a étudié au University College de Londres. Il a été post-doctorant à l'université de Nottingham et à celle de Sheffield puis enseignant-chercheur à l'Imperial College London (lecturer en 1972, reader en 1976 et professeur de 1980 à 1997 ; directeur du département de mathématiques pures de 1988 à 1990). En 1990, il a été fait docteur de l'université de Londres.
Il a été chercheur invité et professeur invité entre autres à l'université du Michigan (1974-1975 et 1997-1998), à l'Institut Mittag-Leffler à Stockholm (1977), à l'Institute for Advanced Study (1990-1991), à l'université de Cambridge (1997 et 2005) et à l'université d'York (2008).
Vaughan a travaillé entre autres sur la conjecture de Goldbach, la méthode du cercle de Hardy-Littlewood, le problème de Waring et les propriétés de la fonction zêta de Riemann, des fonctions L de Dirichlet et des nombres lisses.
Il a été orateur invité au Congrès international des mathématiciens de 1978 à Helsinki (Recent progress in additive prime number theory). Il est membre de la Royal Society (depuis 1990), de la London Mathematical Society et de l'American Mathematical Society.
Il est depuis 1999 professeur à l'université d'État de Pennsylvanie.
Son nombre d'Erdős est 1.

## Sélection de publications
- (en) Robert Charles Vaughan, The Hardy-Littlewood Method, CUP, coll. « Cambridge Tracts in Mathematics » (no 125), 1997, 2e éd., 232 p. (ISBN 978-0-521-57347-4, lire en ligne)
- (avec Hugh L. Montgomery) (en) Hugh L. Montgomery et Robert C. Vaughan, Multiplicative Number Theory, vol. 1 : Classical Theory, Cambridge (GB), Cambridge university press, coll. « Cambridge Tracts in Advanced Mathematics » (no 97), 2007, 552 p. (ISBN 978-0-521-84903-6, lire en ligne)